# Crise de l'avènement
La crise de l’avènement est une crise de subsistance qui a touché la France de 1661 à 1662. Il s'agit d'une conséquence directe de l'hiver rude de 1660, qui entraîna une mauvaise récolte. La population fut alors dans l'obligation de puiser dans les réserves. Et quand l'hiver rude de 1661 arriva, la mauvaise récolte et les réserves insuffisantes entraînèrent une crise de subsistance jusqu'en 1662.
Elle est marquée par une forte augmentation du prix du blé, sa production ayant été réduite par un temps très humide.
Le Val de Loire, le  Bassin parisien et la Normandie sont les provinces les plus touchées.
L’événement est contemporain de la mort de Mazarin le 9 mars 1661 et de la prise de pouvoir absolue de Louis XIV le 10 mars 1661. C'est l'une des crises céréalières les plus graves du XVIIe siècle et de l'Histoire de la culture des céréales en France.